# Mart Helme
Mart Helme (sinh ngày 31 tháng 10 năm 1949) là nhạc sĩ, nhà ngoại giao và chính khách người Estonia. Trước đây, ông từng giữ chức vụ làm Bộ trưởng Nội vụ Estonia, Lãnh đạo Đảng Nhân dân Bảo thủ và Đại sứ đặc mệnh toàn quyền Estonia tại Nga. Hiện tại, ông là thành viên của Nghị viện Estonia kể từ ngày 10 tháng 11 năm 2020.